# Río Hondo (Comerío)
Río Hondo es un barrio ubicado en el municipio de Comerío en el estado libre asociado de Puerto Rico. En el Censo de 2010 tenía una población de 2300 habitantes y una densidad poblacional de 169,38 personas por km².

## Geografía
Río Hondo se encuentra ubicado en las coordenadas 18°12′34″N 66°15′26″O / 18.20944, -66.25722. Según la Oficina del Censo de los Estados Unidos, Río Hondo tiene una superficie total de 13.58 km², de la cual 13.51 km² corresponden a tierra firme y (0.5%) 0.07 km² es agua.

## Demografía
Según el censo de 2010, había 2300 personas residiendo en Río Hondo. La densidad de población era de 169,38 hab./km². De los 2300 habitantes, Río Hondo estaba compuesto por el 77.61% blancos, el 11.26% eran afroamericanos, el 0.65% eran amerindios, el 9.04% eran de otras razas y el 1.43% pertenecían a dos o más razas. Del total de la población el 99.7% eran hispanos o latinos de cualquier raza.